# Inglewood (Nebraska)
Inglewood és una població dels Estats Units a l'estat de Nebraska. Segons el cens del 2000 tenia 382 habitants.

## Demografia
Segons el cens del 2000, Inglewood tenia 382 habitants, 154 habitatges, i 103 famílies. La densitat de població era de 614,5 habitants per km².
Dels 154 habitatges en un 27,9% hi vivien nens de menys de 18 anys, en un 48,1% hi vivien parelles casades, en un 11% dones solteres, i en un 33,1% no eren unitats familiars. En el 22,7% dels habitatges hi vivien persones soles el 5,8% de les quals corresponia a persones de 65 anys o més que vivien soles. El nombre mitjà de persones vivint en cada habitatge era de 2,48 i el nombre mitjà de persones que vivien en cada família era de 2,93.
Per edats la població es repartia de la següent manera: un 23,8% tenia menys de 18 anys, un 10,7% entre 18 i 24, un 27,5% entre 25 i 44, un 25,1% de 45 a 60 i un 12,8% 65 anys o més.
L'edat mediana era de 37 anys. Per cada 100 dones de 18 o més anys hi havia 109,4 homes.
La renda mediana per habitatge era de 34.063 $ i la renda mediana per família de 38.409 $. Els homes tenien una renda mediana de 26.518 $ mentre que les dones 19.375 $. La renda per capita de la població era de 14.675 $. Aproximadament el 4,4% de les famílies i el 9,1% de la població estaven per davall del llindar de pobresa.

## Poblacions més properes
El següent diagrama mostra les poblacions més properes.